# Chwyt dwuręczny Hamiltona
Chwyt dwuręczny Hamiltona – ucisk ścian macicy, stosowany w krwawieniach położniczych, aby zapobiec dalszemu krwawieniu do jamy macicy. Ręka zewnętrzna przyciska trzon macicy przez powłoki brzuszne w kierunku ręki wewnętrznej (zwiniętej w pięść i wprowadzonej do pochwy). Silny ucisk obu rąk powoduje przyciskanie do siebie przedniej i tylnej ściany macicy. W trakcie chwytu obie ręce wykonują masaż macicy, nie zwalniając przy tym ucisku.